# Guinea en los Juegos Olímpicos de Los Ángeles 1984
Guinea estuvo representada en los Juegos Olímpicos de Los Ángeles 1984 por un deportista masculino que compitió en yudo.
El equipo olímpico guineano no obtuvo ninguna medalla en estos Juegos.